# Curre curre guaglió 2.0
Curre curre guaglió 2.0 [Non un passo indietro] è un album in studio del gruppo musicale italiano 99 Posse, pubblicato  il 25 marzo del 2014. Si tratta della riproposizione con diversi ospiti dell'album di debutto del gruppo, intitolato Curre curre guaglió.

## Descrizione
Il disco viene realizzato a distanza di 20 anni dall'originale e ripercorre i brani contenuti nell'esordio della band "riaggiornati" con la collaborazione di numerosi artisti ed amici dei 99 Posse. Grazie a queste partecipazioni, l'album supera i confini del rap-reggae dialettale, allargandosi ad altri generi come il rock, il punk e il funk elettronico. Sono presenti anche quattro brani inediti.
Il sottotitolo del disco è Non un passo indietro.

## Tracce
1. 1234 (feat. Urban Snakes e Francesco Di Bella)
2. NapoliNapoliNapoli (feat. Enzo Avitabile e I Bottari)
3. Curre curre guaglió Still Running (feat. Alborosie e Mama Marjas))
4. Soggetti attivi
5. Ripetuclemente (feat. Clementino)
6. Rappresaglia rap (feat. J-Ax)
7. Stato d'emergenza
8. Odio ancora (feat. Ensi)
9. Giovanotto documenti (feat. Paolo Rossi e Caparezza)
10. Nun cià faccio proprio chiù (feat. Jovine)
11. I Say Yes but I Also Say No (feat. i Sangue Mostro)
12. Strano e straniero (feat. DJ Uncino)
13. Odio (feat. Pau e i Punkreas)
14. Documento remix (feat. Bonnot e Signor K)
15. Curre curre guaglió Remix (feat. Samuel Umberto Romano)
16. Vittime di rappresaglia (feat. Redrum Murder)
17. Ripetutamente (feat. Roy Paci)
18. Rigurgito antifascista Malox version (feat. Banda Bassotti)

## Classifiche
| Classifica (2014) | Posizione massima |
| ----------------- | ----------------- |
| Italia            | 2                 |